# لويز هنريكي بايرون دي ميلو
لويز هنريكي بايرون دي ميلو هو لاعب كرة قدم برازيلي في مركز الهجوم، ولد في 25 فبراير 1949 في ريو دي جانيرو في البرازيل. لعب مع نادي فلامنغو.

## وصلات خارجية
- لويز هنريكي بايرون دي ميلو على موقع أوليمبيديا (الإنجليزية)